# اچ‌ام‌اس گرامپوس (اس۰۴)
اچ‌ام‌اس گرامپوس (اس۰۴) (به انگلیسی: HMS Grampus (S04)) یک زیردریایی بود که طول آن ۲۹۰ فوت (۸۸ متر) بود. این زیردریایی در سال ۱۹۵۷ ساخته شد.